# Jean-Baptiste Macquet
Jean-Baptiste Macquet (ur. 2 lipca 1983 w Dieppe) – francuski wioślarz, reprezentant Francji w wioślarskiej dwójce podwójnej podczas Letnich Igrzysk Olimpijskich w Pekinie.

## Osiągnięcia
- Igrzyska Olimpijskie – Ateny 2004 – ósemka – 6. miejsce[1].
- Mistrzostwa Świata – Eton 2006 – dwójka podwójna – 1. miejsce[1].
- Mistrzostwa Świata – Monachium 2007 – dwójka podwójna – 2. miejsce[1].
- Igrzyska Olimpijskie – Pekin 2008 – dwójka podwójna – 5. miejsce[1].
- Mistrzostwa Europy – Ateny 2008 – ósemka – 1. miejsce[2].
- Mistrzostwa Świata – Poznań 2009 – czwórka podwójna – 5. miejsce[2].
- Mistrzostwa Europy – Brześć 2009 – ósemka – 3. miejsce[2].
- Mistrzostwa Europy – Montemor-o-Velho 2010 – czwórka bez sternika – 5. miejsce[2].